# Philippe Thys
Philippe Thys (8. října 1889 Anderlecht – 16. ledna 1971 tamtéž) byl belgický cyklista. Zúčastnil se deseti ročníků Tour de France (o další starty ho připravila první světová válka, která ho zastihla na vrcholu kariéry), jako první jezdec v historii se stal třikrát vítězem celkové klasifikace (1913, 1914 a 1920) a získal třináct etapových vítězství.
V roce 1910 se stal mistrem Belgie v cyklokrosu, v roce 1911 vyhrál juniorský závod Circuit Français Peugeot. V roce 1912 podepsal profesionální smlouvu s týmem Peugeot-Wolber a startoval na své první Tour de France, kde skončil šestý. O rok později závod vyhrál, navzdory desetiminutové penalizaci za přijetí cizí pomoci při opravě zlomené vidlice, a stal se ve třiadvaceti letech jedním z nejmladších vítězů Tour v historii. V roce 1914 prvenství obhájil, když vedl závod od první do poslední etapy a o vítězství ho nepřipravila ani třicetiminutová penalizace za výměnu kola. Za první světové války sloužil u francouzského letectva. V roce 1917 vyhrál Giro di Lombardia i Paříž-Tours, v roce 1919 byl spolu s Marcelem Dupuyem první v dráhovém závodě Bruselská šestidenní. V roce 1920 vyhrál svoji třetí Tour de France a v cíli měl na druhého Hectora Heusghema náskok přes 57 minut. V roce 1921 zvítězil v prvním ročníku závodu Critérium des As.
Thys byl proslulý svým taktickým pojetím jízdy, kdy si uměl v dlouhém závodě ideálně rozložit síly a hlídat největší rivaly. Pro své krátké nohy a nízký posed byl přirovnáván k basetovi. Cyklistickou kariéru ukončil v roce 1927, později se věnoval závodně lukostřelbě a byl majitelem obchodu s bicykly a cestovní agentury. Jeho bilanci na Tour překonal až v roce 1963 svým čtvrtým vítězstvím Jacques Anquetil. V roce 2002 byl Philippe Thys posmrtně uveden do Síně slávy Mezinárodní cyklistické unie.